# АІ-35
АІ-35 — український турбореактивний двигун, що розробляється Запорізьким машинобудівним конструкторським бюро «Прогрес» для БПЛА і високоточних засобів ураження.
Двигуни АІ-35 мають бути поставлені у Туреччину, де їх збираються використати при виробництві нових крилатих ракет.

## Історія створення
Створення турбореактивного двигуна АІ-35 розпочалось в середині 2015 року, а ескізний проєкт був розроблений підприємством у ініціативному порядку наприкінці 2016 року. Робоче проєктування двигуна АІ-35 розпочалось у січні 2017 року і був випущений комплект креслень повнорозмірного двигуна.
Генеральний конструктор ДП «Івченко-Прогрес» — Ігор Кравченко розповів, що відповідно контракту з Туреччиною розпочалися роботи по виготовленню першого двигуна. Наприкінці 2020 року розпочалася закупівля комплектуючих.
Вартість одного двигуна згідно контракту становить близько $46 000.